# Marian Domosławski
Marian Domosławski (ur. w 1881 we Lwowie, zm. 20 stycznia 1944 w Warszawie) – polski aktor teatralny i filmowy, reżyser i śpiewak teatralny, dyrektor teatrów.

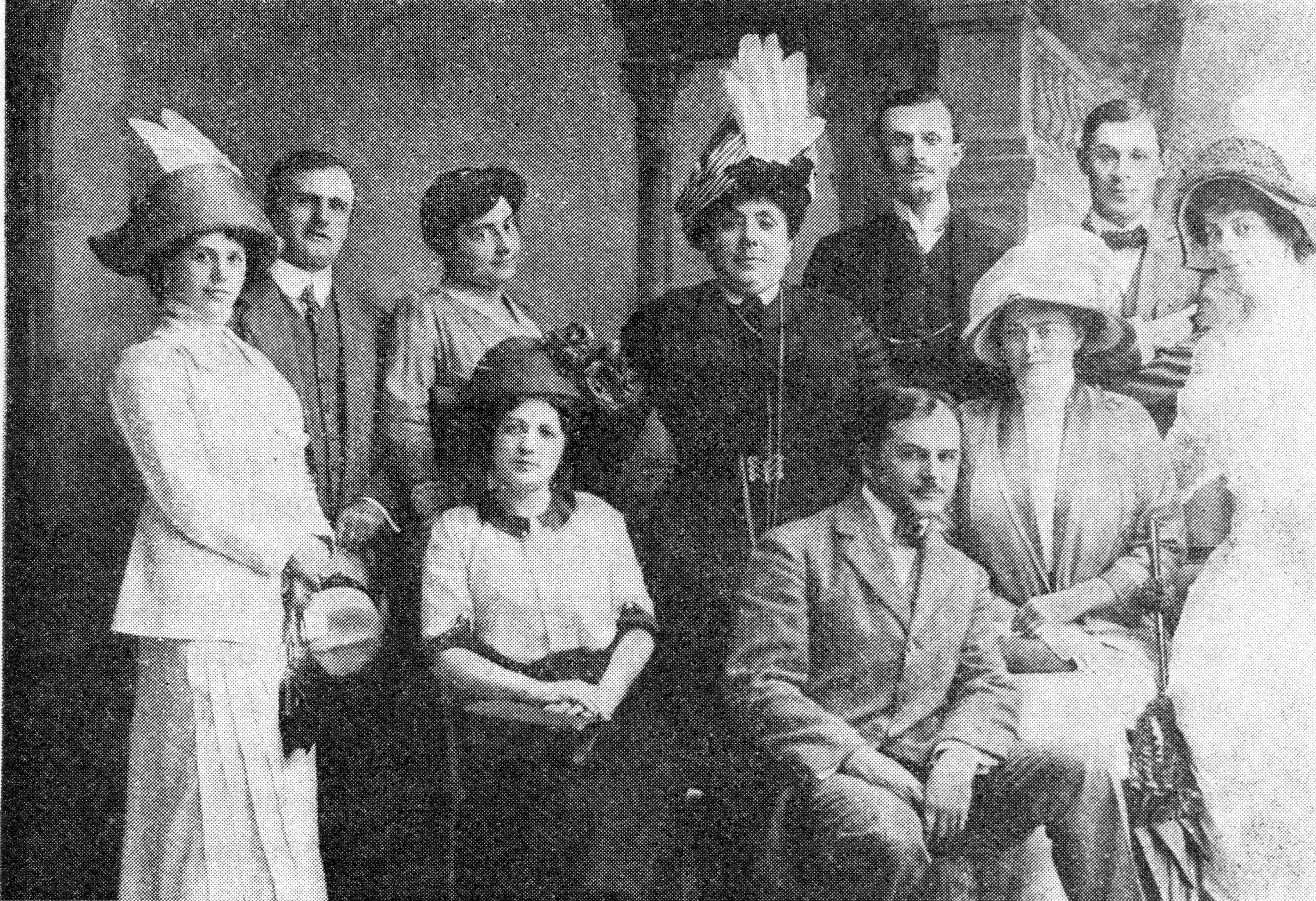
Marian Domosławski (stoi, szósty od lewej) w gronie solistów Teatru Nowości w Warszawie (1910)

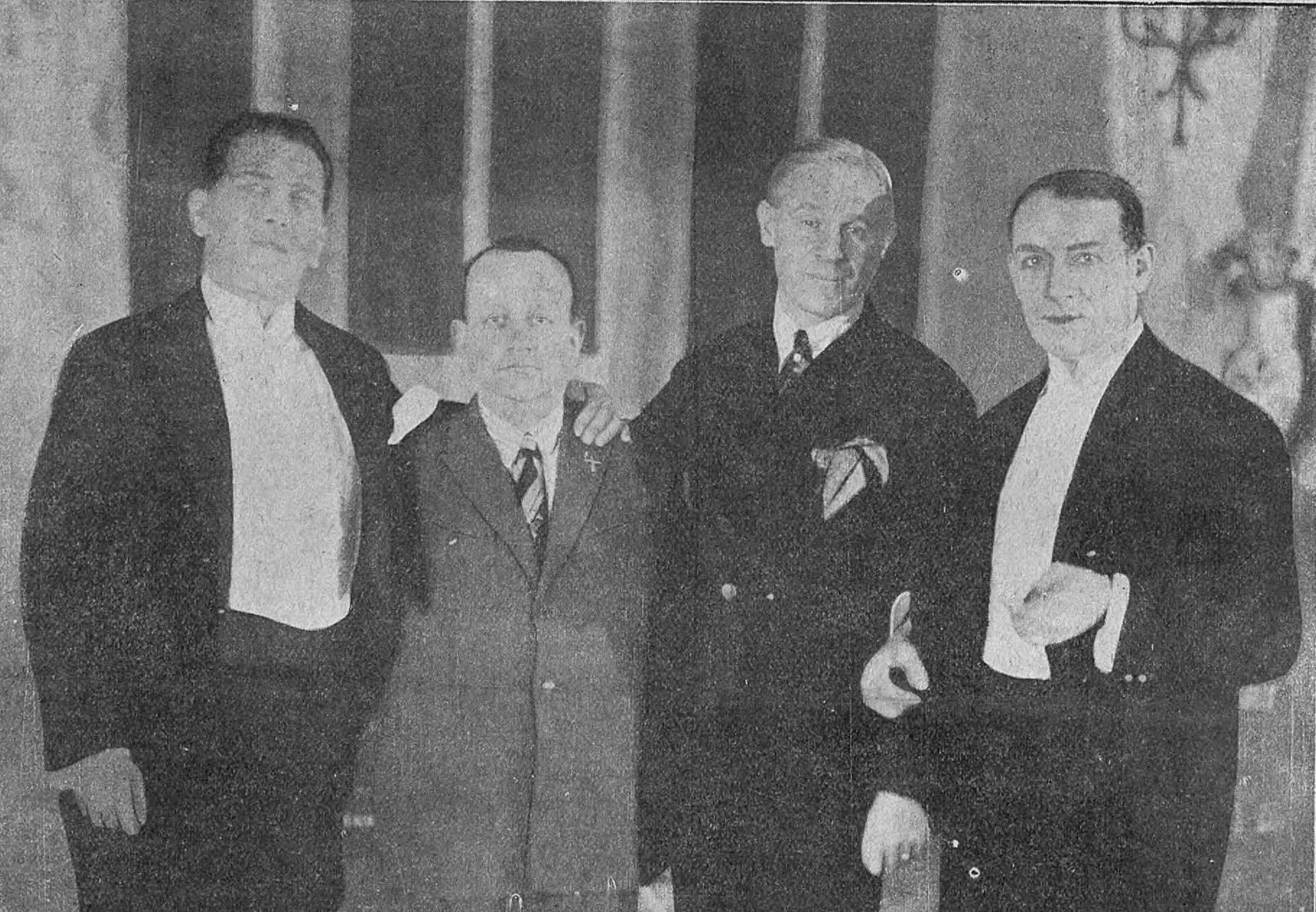
Józef Redo, kapelmistrz W. Kochanowski, Marian Domosławski, Władysław Szczawiński (1924)

## Życiorys
Debiutował w 1900 roku i przez kolejne lata grał w zespołach prowincjonalnych i objazdowych m.in. w Łodzi (1903), Kijowie (1904–1905, 1907–1908), Ciechocinku (1906–1907) oraz Lublinie (1907–1908). W latach 1908–1915 był członkiem zespołu operetki i farsy Warszawskich Teatrów Rządowych. Po wybuchu I wojny światowej, jako poddany austro-węgierski, w 1915 roku został deportowany w głąb Rosji. Tam współpracował z polskimi zespołami teatralnymi m.in. w Moskwie, Petersburgu oraz Baku, rozpoczął również działalność reżyserską.
Po zakończeniu wojny zamieszkał w Warszawie. Skupiał się głównie na reżyserowaniu, głównie operetek. Współpracował ze stołecznymi teatrami Czarny Kot (1918–1919), Qui Pro Quo (1919–1920) oraz Nietoperz (1921–1922), gdzie był głównym reżyserem i kierownikiem artystycznym. W okresie 1919–1926 był związany z Teatrem Nowości m.in. jako współdyrektor (1922–1923) oraz kierownik artystyczny (1924–1925). W kolejnych latach głównie reżyserował w Katowicach (Teatr Polski, 1926–1927 oraz 1930–1932), Warszawie (Teatr Nowości 1927-1928, Teatr Znicz 1929, Wielka Operetka 1933–1934, Operetka na Chłodnej 1935), Grudziądzu (Teatr Miejski, 1929–1930), Wilnie (Teatr Lutnia 1934–1935, Teatry Miejskie 1939) oraz Bydgoszczy (Teatr Miejski, 1937–1939). Podczas II wojny światowej występował i reżyserował w jawnym Teatrze Miasta Warszawy (1940–1943).

## Filmografia
- Antek kombinator (1913)
- Grzeszna miłość (1929)
- Każdemu wolno kochać (1933)
- Manewry miłosne (1935) – generał, dowódca pułku huzarów skowarskich